# Moshi Rural (huyện)
Moshi Rural là một huyện thuộc vùng Kilimanjaro, Tanzania. Thủ phủ của huyện Moshi Rural đóng tại Moshi. Huyện Moshi Rural có diện tích 1500 ki lô mét vuông. Đến thời điểm điều tra dân số ngày 25 tháng 8 năm 2002, huyện Moshi Rural có dân số 401369 người.